# Olga Graf
Olga Borísova Graf –en ruso, Ольга Борисовна Граф– (Omsk, URSS, 15 de julio de 1983) es una deportista rusa que compitió en patinaje de velocidad sobre hielo. 
Participó en los Juegos Olímpicos de Sochi 2014, obteniendo dos medallas de bronce, en las pruebas de 3000 m y persecución por equipos (junto con Yekaterina Lobysheva, Yuliya Skokova y Yekaterina Shijova).
Ganó una medalla de plata en el Campeonato Mundial de Patinaje de Velocidad sobre Hielo de 2014 y tres medallas de bronce en el Campeonato Mundial de Patinaje de Velocidad sobre Hielo en Distancia Individual entre los años 2015 y 2017. Además, obtuvo una medalla de plata en el Campeonato Europeo de Patinaje de Velocidad sobre Hielo en Distancia Individual de 2018.

## Palmarés internacional
| Juegos Olímpicos                           | Juegos Olímpicos          | Juegos Olímpicos  | Juegos Olímpicos        |
| Año                                        | Lugar                     | Medalla           | Prueba                  |
| ------------------------------------------ | ------------------------- | ----------------- | ----------------------- |
| 2014                                       | Sochi (Rusia)             | Medalla de bronce | 3000 m                  |
| 2014                                       | Sochi (Rusia)             | Medalla de bronce | Persecución por equipos |
| Campeonato Mundial                         |                           |                   |                         |
| Año                                        | Lugar                     | Medalla           | Prueba                  |
| 2014                                       | Heerenveen (Países Bajos) | Medalla de plata  | Clasificación general   |
| Campeonato Mundial en Distancia Individual |                           |                   |                         |
| Año                                        | Lugar                     | Medalla           | Prueba                  |
| 2015                                       | Heerenveen (Países Bajos) | Medalla de bronce | Persecución por equipos |
| 2016                                       | Kolomna (Rusia)           | Medalla de bronce | Persecución por equipos |
| 2017                                       | Gangneung (Corea del Sur) | Medalla de bronce | Persecución por equipos |
| Campeonato Europeo en Distancia Individual |                           |                   |                         |
| Año                                        | Lugar                     | Medalla           | Prueba                  |
| 2018                                       | Kolomna (Rusia)           | Medalla de plata  | Persecución por equipos |